# 派恩布魯克 (新澤西州)
派恩布魯克（英語：Pine Brook）是位於美國新澤西州摩里斯縣的普查規定居民點。

## 人口
根據2020年美國人口普查的數據，派恩布魯克的面積為8.41平方千米，當中陸地面積為8.19平方千米，而水域面積為0.22平方千米。當地共有人口5675人，而人口密度為每平方千米674.79人。